# Citroën C1
El Citroën C1 es un automóvil de turismo del segmento A producido por el fabricante francés Citroën desde el año 2005. Ambas generaciones se han fabricado en República Checa, siendo hermano del Toyota Aygo y los Peugeot 107 y Peugeot 108.
- Datos: Q728076
- Multimedia: Citroën C1 / Q728076